# Szigeti Csaba Ferenc
Szigeti Csaba Ferenc (Pécs, 1955. március 5. –) irodalomtörténész, kritikus, egyetemi tanár, az MTA doktora.

## Pályája
A szegedi József Attila Tudományegyetemen végzett magyar-történelem szakos középiskolai tanári szakon, majd régi magyar irodalmi speciális képzésben vett részt. 1982-től a szegedi Juhász Gyula Tanárképző Főiskola Magyar Irodalom Tanszékének oktatója volt, majd 1988 és 1991 között az MTA Irodalomtudományi Intézetében dolgozott tudományos munkatársként és doktori aspiránsként, Horváth Iván, az ELTE BTK későbbi egyetemi tanárának témavezetése alatt. 
Kandidátusi disszertációját a Balassi-strófa dekompozíciójának költészettörténeti folyamatáról írta, az irodalomtudomány kandidátusa fokozatot 1992-ben nyerte el. Először a Pécsi Tudományegyetem, majd a Miskolci Egyetem főállású oktatója volt, 2005-ben védte meg akadémiai doktori értekezését a magyar költészettörténetben előforduló kéttömbű strófák struktúrájáról és előtörténetéről. 
2007-ben a köztársasági elnök a Miskolci Egyetem egyetemi tanárának nevezte ki, azonban 2010-től kezdve az egyetemi oktatói pályát hátrahagyva szabadfoglalkozású kritikusként tevékenykedik Kőszegen, Pécsett, majd Budapesten.

## Családja
Felesége Szirmai Éva irodalomtörténész volt, akitől viszonylag korán elvált. Három gyermek édesapja. Bátyja dr. Szigeti Lajos Sándor, ugyancsak irodalomtörténész, a Pannon Egyetem professzora volt, aki 2009-ben egy tragikus baleset következtében hunyt el.

## Munkássága, kutatásai
Eelsődleges kutatási területe a régi magyar irodalom, valamint a középkori francia irodalom és a strofika, azaz a versszakok struktúrájával és történetével foglalkozó irodalomtudományi diszciplína. Első könyvében, A hímfarkas bőre című tanulmánykötetben a radikális archaizmus kortárs magyar költészetben előforduló megjelenési formáit taglalta, magát a fogalmat bevezetve a magyar irodalomtudományba.  
Második könyve, a Mint egy elefánt című monográfia hiánypótló irodalomtörténeti és -elméleti szakmunka volt a magyar szakirodalomban, a francia OuLiPo (Ourorirs de Littérature Potentielle, a Lehetséges Irodalom Műhelyei) irodalmi műhely formaművészetéről szóló első, könyvnyi terjedelmű összefoglaló értekezés magyar nyelven. 
Harmadik könyve, a Magyar versszak címet viselő 2005-ös munka, mely akadémiai nagydoktori értekezésének könyvváltozata, ugyancsak hiánypótló, szinte előzmények nélküli szakmunka, mely a nemzetközi költészetkutatás jól ismert, bár hazánkban meglehetősen háttérbe szorult területéről, a strofikáról szól. A versszakokon belül az úgynevezett kéttömbű strófákat vizsgálja, a magyar irodalomban fellelhető kéttömbű versszakokat a francia trubadúrköltészetre vezetve vissza. 
Költészettörténeti kutatásai mellett számos kritikát, tanulmányt publikált a kortárs magyar irodalom tárgyköréből, körülbelül ötven sokat idézett tanulmány és hatvannál is több elemző kritika szerzője. Francia nyelvből fordít. 
Egyetemi oktatói tevékenysége során hét doktori hallgató témavezetője volt, tudományos közleményeinek független idézettségi száma meghaladja a háromszázat.

## Művei

### Szakkönyvek
- ismeretlen szerző: Rákóczi-eposz; sajtó alá rend., bev., jegyz., mutatók Szigeti Csaba, utószó Keserű Gizella; Európa, Budapest, 1988 (Bibliotheca historica)
- A hímfarkas bőre. A radikális archaizmus a mai magyar költészetben; Jelenkor, Pécs, 1993 (Élő irodalom sorozat)
- Mint egy elefánt. Az Oulipo formaművészetéről; Kijárat, Budapest, 2004
- Magyar versszak; Balassi, Budapest, 2005
- Udvariatlan szerelem. A középkori obszcén költészet antológiája; főszerk. Bánki Éva, Szigeti Csaba, ill. Gyulai Líviusz; Prae.hu, Budapest, 2006
- Macska a fa alatt. Tanulmányok, esszék; Kortárs, Budapest, 2016 (Kortárs tanulmány)
- Van, hiszen lehet. Lehetséges régi magyar költészet a modern történelmi regényekben; MMA, Budapest, 2021

### Fordítások
- Jacques Roubaud: "A nagy londoni tűzvész". Tudósítás csatlakozásokkal és elágazásokkal, 1985–1987; ford. Szigeti Csaba; L'Harmattan–ELTE BTK Magyar Irodalom- és Kultúratudományi Intézet, Budapest, 2008
- Alexandre Koyré: Tanulmányok a tudományos gondolkodás történetéről; ford. Szigeti Csaba; L'Harmattan–SZTE Filozófia Tanszék, Budapest–Szeged, 2010 (Rezonőr)
- Raymond Queneau: Értekezés a demokrata erényekről; ford. Szigeti Csaba; Napkút, Budapest, 2014 (Káva téka)[1]
- Alexandre Koyré: Misztikusok, spiritualisták, alkimisták a német XVI. században; ford. Szigeti Csaba; Napkút, Budapest, 2015
- Louis Althusser et al.: Olvasni A tőkét; ... szerk., előszó Takács Ádám, ford. Moldvay Tamás, Szigeti Csaba; Napvilág, Budapest, 2018

## Szakmai szervezeti tagságai
- Magyar Írószövetség: tag
- Szépírók Társasága: tag
- József Attila Kör: tiszteletbeli tag